# جولی وارنر
جولی وارنر (انگلیسی: Julie Warner؛ زادهٔ ۹ فوریهٔ ۱۹۶۵) یک هنرپیشه اهل ایالات متحده آمریکا است. وی از سال ۱۹۸۹ میلادی تاکنون مشغول فعالیت بوده‌است.
او در فیلم دکتر هالیوود، بلوز زنگ عروسی و تابستان هندی بازی کرده‌است.